# Manuel Gasse
Pour les articles homonymes, voir Gasse.
Manuel Gasse est un auteur-compositeur-interprète québécois, né le 1er mai 1976 à Havre-Saint-Pierre Québec, Canada.

## Biographie
Manuel est né d'un père professeur de français et d'une mère infirmière, à Havre-Saint-Pierre sur la Côte-Nord québécoise. Dès l'âge de 14 ans, il découvre la guitare et le piano, inspiré par les Beatles, Metallica et Chopin. Il est à l'époque chanteur et guitariste au sein du groupe Röti de Pörc, groupe polyvalent qui reprend des succès heavy metal, pop et rock à travers bars et festivals de la région. Le groupe connait du succès vers la fin des années 1980.
Il remporte le concours Tout nouveau tout show organisé par Radio-Canada en 2003. Puis il participe au Festival de la chanson de Granby ainsi qu'au Festival de Petite-Vallée en Gaspésie, où il s'est distingué dans les deux cas avec le Prix du public. À l'occasion de son 20e anniversaire, le Festival de Petite-Vallée lance un album où sa chanson Respire fut enregistrée devant public.
En 2004, Manuel est finaliste du concours Ma première Place-des-Arts. À cette époque, il compose la chanson L'âme en plaine qu'il lègue à la chanteuse Céline Guindon. Depuis ses débuts, Manuel joue dans le métro de Montréal, qu'il considère comme un bon endroit pour roder ses compositions
En 2006, il lance son premier album solo sur lequel on peut entendre la batterie de Tony Albino (Belle et Bum), la guitare de Christian Turcotte et la basse de Jean-Sébastien Fournier. Plus récemment, il fut invité aux Déferlantes francophones de Cap-Breton et aux Rendez-vous de la chanson québécoise de la Place-des-Arts.

## Travail actuel
Manuel est de la tournée québécoise Tous les garçons, toutes les filles avec entre autres Philippe B., Antoine Gratton, Christian Legault, Pépé et sa guitare, Catherine Durand, Stéphanie Lapointe, Mara Tremblay, Damien Robitaille, Sébastien Lacombe, etc. Depuis 2005, Manuel est en tournée québécoise avec Antoine Gratton, pour présenter leur spectacle Il était une fois dans l'est, une autre journée.

## Discographie
- Journal d'un A-C-I (Février 2008)
- Être un homme (Février 2006)
- Petite-Vallée (2003)
- Petite-Vallée (l'année Pierre Flynn) (2006)

## Singles
- Indestructible (2007)
- Mon Masque (2007)
- Une Autre Journée (2006)
- Respire (2003)